# General Post Office (Hongkong)

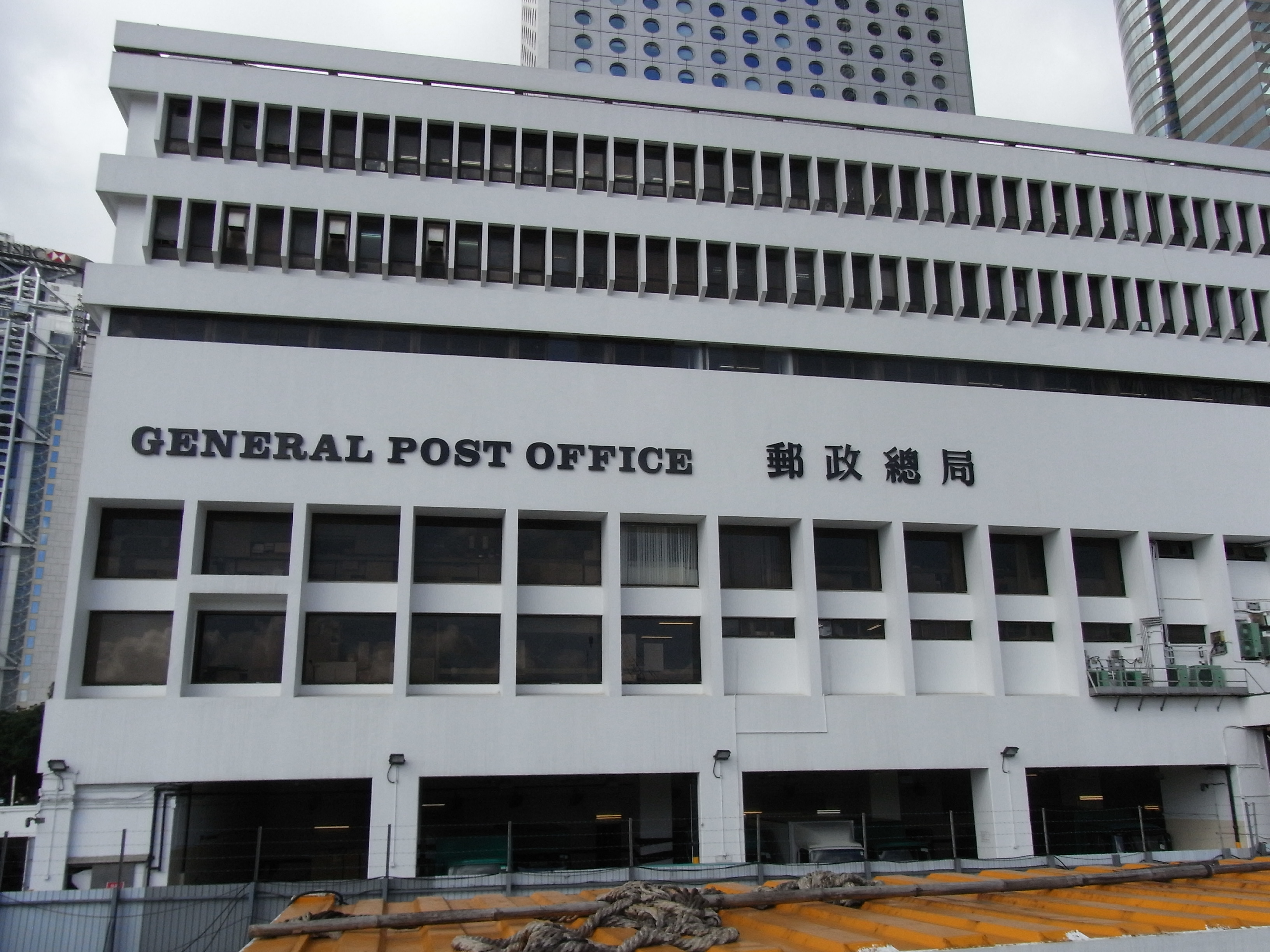
General Post Office in Central (2012)

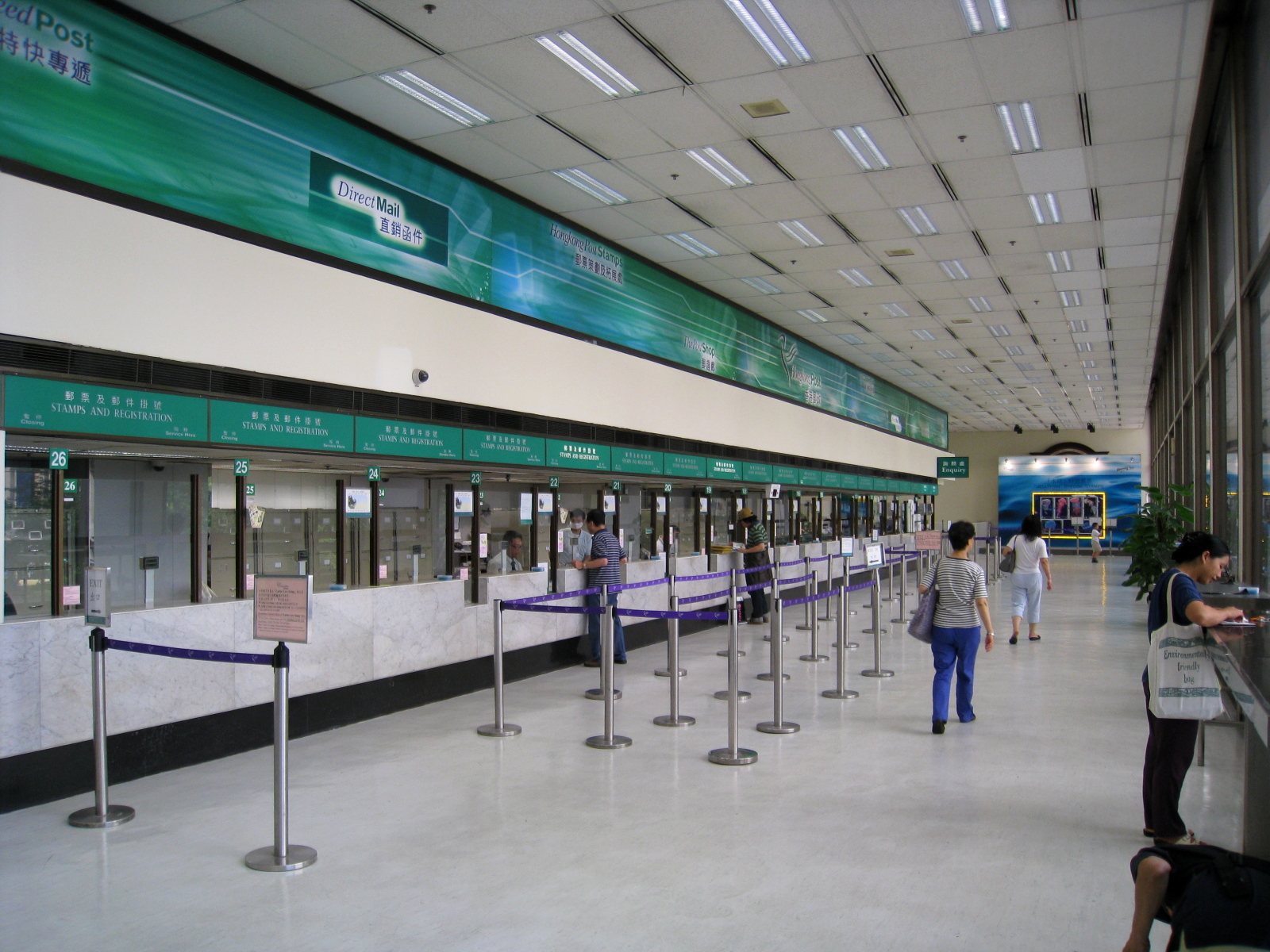
Schalterhalle

Das General Post Office (GPO; chinesisch 郵政總局 / 邮政总局, Pinyin Yóuzhèng Zǒngjú, Jyutping Yau4jing3 Jung2guk6) ist der Sitz der Post Hongkongs (Hongkong Post).

## Aktueller Standort
Das aktuelle Gebäude wurde 1976 erbaut und befindet sich unter der Anschrift 2 Connaught Place im Stadtteil Central auf Hong Kong Island. Es befindet sich in unmittelbarer Nähe des Jardine House und des International Finance Centres. Bis 2007 lag das Gebäude an der Küstenlinie, direkt am ehemaligen Edinburgh Place Ferry Pier der Star Ferry. Nach Landgewinnungsmaßnahmen befindet sich das Gebäude nun etwas weiter innerhalb des Landes. Es steht allerdings selbst ebenfalls auf früher gewonnenem Land.
1967 plante die Regierung ein neues Verwaltungsgebäude mit ursprünglich 30 Stockwerken, wovon fünf für das Hauptpostamt und die restlichen 25 für andere Regierungsstellen vorgesehen waren. Dieser Plan änderte sich, als das Grundstück direkt südlich zu einem Rekordpreis an Hongkong Land verkauft wurde. Die Regierung verpflichtete sich, auf dem Gelände kein Gebäude höher als 120 feet zuzulassen, damit der Blick vom damaligen Connaught Centre zum Meer nicht beeinträchtigt würde. Der Architekt K. M. Tseng plante das Gebäude mit fünf Stockwerken, legte das Fundament aber so aus, dass das Haus um weitere zwei Stockwerke erweitert werden könnte, bevor es die zugelassene Höhe erreichen würde. Insgesamt umfasst die Fläche des Grundstücks ca. 3700 m². Als technische Innovation wurde im Gebäude die erste Zentralstaubsauger-Anlage Hongkongs installiert. Neben einer Schalterhalle mit 32 Kundenschaltern im ersten Stock umfasste das Postamt eine große Maschine zur Briefverarbeitung. Diese nahm etwa die halbe Fläche ein. Auf der dritten und vierten Etage waren Büroräume eingerichtet.
Seit einigen Jahren wird immer wieder der Abriss des Postgebäudes kontrovers diskutiert. 2017 wurde der Abriss beschlossen, insbesondere, um im Stadtteil Central Flächen für neue Bürohäuser freizumachen. Ein achtstöckiger Neubau des Hauptpostamts ist in Kowloon Bay geplant.

## Ehemalige Standorte

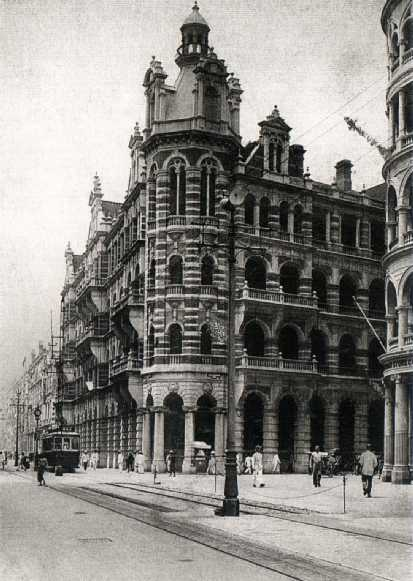
General Post Office an der Kreuzung von Des Voeux Road Central und Pedder Street (1911)

Das Hauptpostamt hat nach verschiedenen Landgewinnungsmaßnahmen dreimal den Standort gewechselt. Eine Anbindung an die Küste war und ist für die Post enorm wichtig, da insbesondere in der Vergangenheit der Briefverkehr auf dem Seeweg abgewickelt wurde. Ehemalige Standorte des General Post Office waren:
- 1841 bis 1846: oberhalb der Kathedrale St. John, Garden Road
- 1846 bis 1911: Queen’s Road Central gegenüber der D’Aguilar Street
- 1911 bis 1976: Kreuzung Des Voeux Road Central/Pedder Street
- seit 1976: 2 Connaught Place

### Gebäude von 1846
1846 wurden in Räumlichkeiten von Dent & Co. der Oberste Gerichtshof (Supreme Court), das Finanzministerium (Government Treasury; 庫務署 Kùwù Shǔ) und die Hauptpost eingerichtet. Nach dieser Nutzung wurde das Grundstück 1921 versteigert und erzielte einen Preis von 50 HKD pro ft². 1924 wurde hier das China Building; (華人行 Huárén Háng) fertiggestellt.

### Gebäude von 1911
Seit den späten 1890er Jahren kam es vermehrt zu Landgewinnung und das erste Hauptpostamt wurde in ein neues Gebäude in einem neuen Abschnitt der Pedder Street an der Kreuzung mit der Des Voeux Road Central verlegt. Dieses war im Edwardinischen Stil gehalten und bestand aus Granit und rotem Backstein. Es hatte den Spitznamen Old Lady of Pedder Street.
Dieses Gebäude wurde 1976 abgerissen, um Platz für das U-Bahn-System MTR zu schaffen. An dieser Stelle befindet sich nun unterirdisch der Umsteigebereich zwischen den Bahnhöfen Central und Hong Kong. Oberirdisch wurde der Bürokomplex World-Wide House errichtet.
Joseph Ting, der ehemalige Chef-Kurator des Hong Kong Museum of History, bezeichnete das Postgebäude von 1911 als Hongkongs schönstes Gebäude.